# Romualdo Locatelli
(Coniele Dartis 7 settembre 1925)
 Mostra triennale di scoltura e pittura all’Accademia Carrara, in “La Voce di Bergamo”, Bergamo, 7 settembre 1925.
Romualdo Battista Federico Locatelli (Bergamo, 4 aprile 1905 – Manila, 1943?) è stato un pittore italiano.

## Biografia

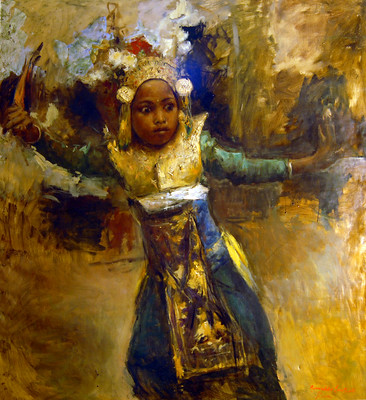
La balinese, Romualdo Locatelli

Nacque il 4 aprile 1905 da una famiglia di tre generazioni di pittori e decoratori, nella cui bottega si formarono ben nove artisti. Figlio primogenito dell'abile affrescatore Luigi detto "Steenì II", impara dal padre l'arte del restauro e della decorazione, cominciando la sua produzione artistica proprio con la decorazione parietale di volte e navate di diverse chiese della provincia di Bergamo. Perfeziona la sua arte prima alla Scuola d'arte applicata Andrea Fantoni, e poi, come allievo di Ponziano Loverini all'Accademia Carrara. Una caduta dalle impalcature per la decorazione parietale di una chiesa compromette seriamente la salute del padre, e probabilmente influenza la scelta di Romualdo di passare definitivamente alla pittura al cavalletto e in studio. Noto alla critica già all'età di tredici anni raggiunge ben presto la fama a soli vent'anni con l'opera Dolore, che raffigura proprio il padre malato e sofferente.
Spinto da un'insaziabile voglia di viaggiare si sposta in Sardegna, in Abruzzo, in Toscana e fino in Africa, con l'amico Ernesto Quarti Marchiò; si stabilisce poi a Roma, dove il principe Umberto di Savoia gli commissiona i ritratti dei figli Vittorio Emanuele e Maria Pia, che saranno esposti alla XXI Biennale di Venezia (1938), successivamente alla data di inaugurazione. Nonostante l'estremo successo raggiunto nella capitale con il suo studio in via Margutta, decide, spinto nuovamente dalla passione del viaggio, di spostarsi in Oriente. Nel 1939 è in Indonesia, prima a Giacarta e poi a Bali, dove stringe amicizia con il pittore italo-egiziano Emilio Ambron. L'instabilità dovuta alla Seconda guerra mondiale spinge Romualdo poi a Manila, nelle Filippine diventando l'artista maggiormente conosciuto di quella che veniva definita come pittura orientale Mooi Indie. Stringe numerose amicizie con gli ambienti diplomatici, che gli consentiranno di esporre a New York nel 1941, alla Douthitt Gallery.
Con l'invasione di Manila da parte dell'Esercito Giapponese la vita dell'artista diventa sempre più difficile; il 24 febbraio 1943 esce per un'escursione nei boschi di Rizal e non fa ritorno; da quel momento non si avranno più notizie di lui.
Opere di Romualdo Locatelli si trovano in collezioni pubbliche e private di tutto il mondo, ma è soprattutto in Oriente dove forse ha prodotto le sue opere migliori, che viene ricordato come il "famoso Romualdo", e ovviamente nella sua città natale, Bergamo, che negli anni gli ha dedicato diverse mostre, l'ultima delle quali nel 2003.
L'8 marzo 2012 è stata inaugurata a Bergamo la mostra "I Locatelli: dalla bottega di famiglia alle collezioni d'Oriente" con opere di tutte e tre le generazioni degli artisti Locatelli, tra le quali una selezione di circa 20 opere di Romualdo Locatelli. Erano pittori anche il fratello Raffaello Locatelli, ed i cugini di primo grado Luigi, Ferruccio ed Orfeo Locatelli. Il fratello più piccolo, Stefano Locatelli, divenne un noto scultore. Il  3 ottobre 2014 è stata inaugurata a Roma la mostra "I Locatelli: da Bergamo a via Margutta e Vaticano", con le opere che hanno portato alla celebrità nella Capitale per la dinastia di artisti bergamaschi Locatelli. 
Nel 2019 è uscita la nuova monografia ufficiale sull'artista, creata ed approvata dalla famiglia con i maggiori collezionisti, a cura di Vittorio Sgarbi e pubblicata da Skira. Dopo un'anteprima in Indonesia, tenutasi alla Galeri Nasional di Jakarta e presentata dall'Ambasciatore per la Repubblica Italiana in Indonesia S. E. Vittorio Sandalli con Daniela Locatelli, nipote dell'artista, il volume è stato presentato al pubblico italiano, dal curatore Vittorio Sgarbi all'Accademia Carrara di Bergamo, con la partecipazione della Galleria d'Arte Moderna e Contemporanea di Bergamo (GAMeC), il 25 settembre 2019.
La presentazione si è ripetuta con grande successo nella Capitale, al Museo di Roma in Palazzo Braschi, il 30 ottobre 2019, con interventi principali di Vittorio Sgarbi e dell'Ambasciatore della Repubblica Indonesiana S. E. Esti Andayani. Il ciclo di presentazioni, seguendo le tappe della vita dell'artista, si è concluso a Manila, all'UST Museum of Arts and Sciences, il 30 gennaio 2020, con interventi di Daniela Locatelli, nipote dell'artista, e dell'Ambasciatore per la Repubblica Italiana nelle Filippine S. E. Giorgio Guglielmino.  
Il "Diario della Capra" 2020-21 di Vittorio Sgarbi riporta il celebre dipinto di Romualdo Locatelli "Dolore" alla data dell'11 maggio.  
La 60° Esposizione Internazionale d’Arte (Biennale di Venezia 2024) espone, alle Corderie dell'Arsenale, dal 20.04.2024 al 24.11.2024 il celebre dipinto "Danzatrice Legong", per la prima volta in Italia, in prestito dal Museum Pasifika di Bali.
La Biennale Internazionale dell'Antiquariato di Firenze, al Palazzo Corsini, presso lo stand della Galleria Marletta, nel 2024 espone ben due dipinti dell'artista.

## Opere
- Dolore 1925 olio su tela 22x135 cm Bergamo, Galleria d'Arte Moderna e Contemporanea;
- Costume di Atzara, 1933, olio su tela, Collezione Sarda Luigi Piloni - Università degli Studi di Cagliari
- Ritratto di Augusto Jandolo, 1933. olio su tela, 210 × 152 cm Roma, Museo di Roma inv. MR 45815
- Le lettrici, olio su tela 1934,
- Tirrenica o Adriatica 1937 olio su tela 270x270 Fondazione Cavallini Sgarbi;
- La sorellina 1939 olio su tela 127x77 cm. collezione privata;
- Danzatrice Legong 1939 olio su tela 113x95 cm museo Pasifika, Bali;
- Suonatore d'Arpa 1939 olio su tela 114,5x104,5 cm  collezione privata;
- Ragazza balinese 1939 olio su tela 155x117,5 cm collezione Del Monte;
- Ragazza balinese con ibisco 1939, olio su tela 116x96 collezione privata;
- Ritratto di giovane balinese 1940 olio su tela 146x96 Museum UST, Manila;